# Isaac Lowthian Bell
Pour les articles homonymes, voir Bell.
Isaac Lowthian Bell, 1er baronnet, (1816 - 1904) est un maître de forges et un métallurgiste britannique renommé, ainsi qu'un député libéral de Washington (Tyne and Wear) (à l'époque dans le comté de Durham).

## Carrière dans l'industrie métallurgique
Fils de Thomas Bell, cofondateur de Losh, Wilson and Bell (en), une entreprise pionnière dans la fabrication de la soude par le procédé Leblanc et dans la fabrication d'acier à partir du minerai de fer de Cleveland, Bell est familier des procédés chimiques et métallurgiques novateurs. Il suit une scolarité scientifique à Newcastle, avant de fréquenter les universités d'Édimbourg et de la Sorbonne.
En 1850, Bell est embauché comme directeur des forges Walker (en). La même année, il fonde une usine chimique à Washington avec Hugh Lee Pattinson et R. B. Bowman (leur partenariat durera jusqu'en 1872). En 1852, Bell fonde les Clarence Ironworks à Port Clarence, avec ses frères Thomas et John, pour produire des rails destinés à la compagnie de chemin de fer North Eastern Railway (Bell en sera le directeur de 1865 à 1904). Pour se fournir en minerai, ils ouvrent des mines à Saltburn-by-the-Sea et à Skelton-in-Cleveland. Les frères Bell emploient alors près de 6 000 personnes. Ils utilisent les méthodes les plus modernes et sont toujours ouverts à l'expérimentation de nouveaux procédés. En 1882, les frères Bell découvrent une strate de sel gemme au cours d'un forage à Port Clarence, qu'ils exploitent avant de revendre la concession à la Salt Union Ltd en 1888.
L'expertise technique de Bell est largement reconnue. Il participe à l'enquête relative à l'explosion à l'Hetton Colliery en 1860, qu'il attribue à la présence de chaudières souterraines.

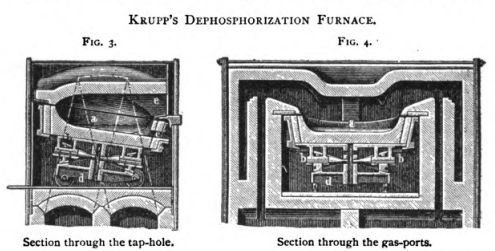
Four Bell-Krupp : la fonte en fusion est agitée dans un bac oscillant, de manière à favoriser la réaction.

En 1878, Bell présente un procédé de déphosphoration de la fonte consistant à brasser de la fonte en présence d'oxydes de fer. Ce procédé, amélioré par la suite par les Krupp (on parle du procédé Bell-Krupp) qui y ajoutent une scorie basique contenant des oxydes de manganèse, disparait rapidement lorsque le procédé Thomas est mis au point. Bien qu'il échoue à trouver une méthode industrielle, Bell, par ses recherches sur les méthodes et sur l’intérêt économique de déphosphorer la fonte, inspire les recherches de Sidney Gilchrist Thomas. Le livre de Bell, Chemical Phenomena of Iron Smelting, a été soigneusement étudié par Thomas, qui relève la prédiction de Bell :

« Le procédé Pattison ne laisse pas une partie d'argent sur 100 000 de plomb. Le convertisseur Bessemer ôte du fer presque tous les éléments le contaminant, à l'exception du phosphore, mais 90 % de cet ingrédient est extrait par le four à puddler. Il pourrait être difficile, mais il ne doit pas être exclu, qu'il pourrait y avoir une idée germant dans l'esprit de chimistes, d'un procédé simple et économique pour séparer le fer du phosphore, et qui soit découvert dès demain… »

— I. L. Bell, Chemical Phenomena of Iron Smelting
Les prédictions de Bell, considéré alors comme le « grand prêtre de la métallurgie britannique », sont écoutées avec attention. Son prestige est tel que l'annonce de ses découvertes sur la déphosphoration de la fonte éclipsent celle du jeune Thomas qui, en annonçant la mise au point de son procédé, vient pourtant de résoudre définitivement le problème!

## Implications dans les sociétés savantes et distinctions
Très impliqué dans l'animation des sociétés savantes de son époque, Bell est, en 1869, un des membres fondateurs de Iron and Steel Institute, qu'il préside de 1873 à 1875. Il fonde de même l'Institution of Mining Engineers (en) dont il devient le président en 1904.
Bell intègre en 1854 le North of England Institute of Mining and Mechanical Engineers (en) avant d'en devenir le président en 1886. Bell consacre alors beaucoup de temps au développement de cet institut, qui vient à peine d'être créé. Il est également président de Institution of Mechanical Engineers (en) en 1884.
Son nom est également associé à d'autres instituts : il est Fellow of the Chemical Society of London (en), membre de la Royal Society of Arts, membre de la British Association for the Advancement of Science, membre de l'Institution of Civil Engineers, président de la Society of Chemical Industry, etc.
Il est élu Fellow of the Royal Society en 1874 en tant que personne « reconnue pour son savoir théorique et pratique sur la chimie et la métallurgie [et auteur] de divers rapports et exposés traitants de sujets chimiques et métallurgiques, publiés lors de congrès de diverses sociétés savantes ». En 1874 encore, il est le premier récipiendaire de la Médaille d'or de Bessemer.
La Couronne britannique l'élève au rang de baronnet en 1885. En 1890, l'Institution of Civil Engineers lui décerne la Médaille George Stephenson. En 1895, il est décoré de la Médaille Albert (en) de la Royal Society of Arts en « reconnaissance des services qu'il a rendus aux Arts, aux Manufactures et au Commerce, par ses recherches métallurgiques et le développement qui en a résulté dans les industries du fer et de l'acier ».

## Carrière politique
Diplômé en droit (il est Doctor of Civil Law de l'Université de Durham et Doctor of Laws de l'Université d'Édimbourg), Bell s'implique dans la vie politique locale comme dans celle du pays. Il est membre de la Commission royale enquêtant sur la crise commerciale (Royal Commission on the Depression of Trade), juge de paix du comté de Durham, de Newcastle et du comté nord du Yorkshire, ainsi que deputy Lieutenant et high sheriff de Durham en 1884. En 1879, il accepte d'être médiateur pendant la grève générale des mineurs de ce comté.
Pendant 30 ans, de 1850 à 1880, Bell est membre du conseil municipal de Newcastle upon Tyne. En 1851, il devient shérif, puis est élu maire en 1854, et enfin alderman en 1859.
En février 1874, il accède au parlement en tant que député libéral du nord de Durham, mais perd son siège en juin de la même année après une campagne d’intimidation. Il est député d'Hartlepool de 1875 à 1880.

## Publications et œuvres
- (en) William George Armstrong, Isaac Lowthian Bell, John Taylor et Thomas Richardson, The industrial resources of the district of the three northern rivers, the Tyne, Wear, and Tees, including the reports on the local manufactures, read before the British association, in 1863, Harvard collége Library, 1864, 2e éd., 361 p. (lire en ligne)
- (en) Isaac Lowthian Bell, Chemical phenomena of iron smelting : An experimental and practical examination of the circumstances which determine the capacity of the air, and the proper condiction of the materials to be operated upon., George Routledge and Sons, 1872, 431 p. (lire en ligne)
- (en) Isaac Lowthian Bell, Principles of the Manufacture of Iron and Steel : With some notes on the economic conditions of their production, George Routledge and Sons, 1884, 743 p. (lire en ligne)
- (en) Isaac Lowthian Bell, The Iron Trade of the United Kingdom : Compared with that of the other chief iron-making nations, Ballantyne, Hanson & Co, 1886, 166 p. (lire en ligne)
- (en) Isaac Lowthian Bell et James Forrest, « The manufacture of salt near Middlesbrough », Institution of Civil Engineers,‎ 17 mai 1887, p. 37-48 (ISSN 1753-7843)
- (en) Isaac Lowthian Bell, « On the Probable Future of the Manufacture of Iron », American Institute of Mining, Metallurgical and Petroleum Engineers,‎ 1890